# UA1

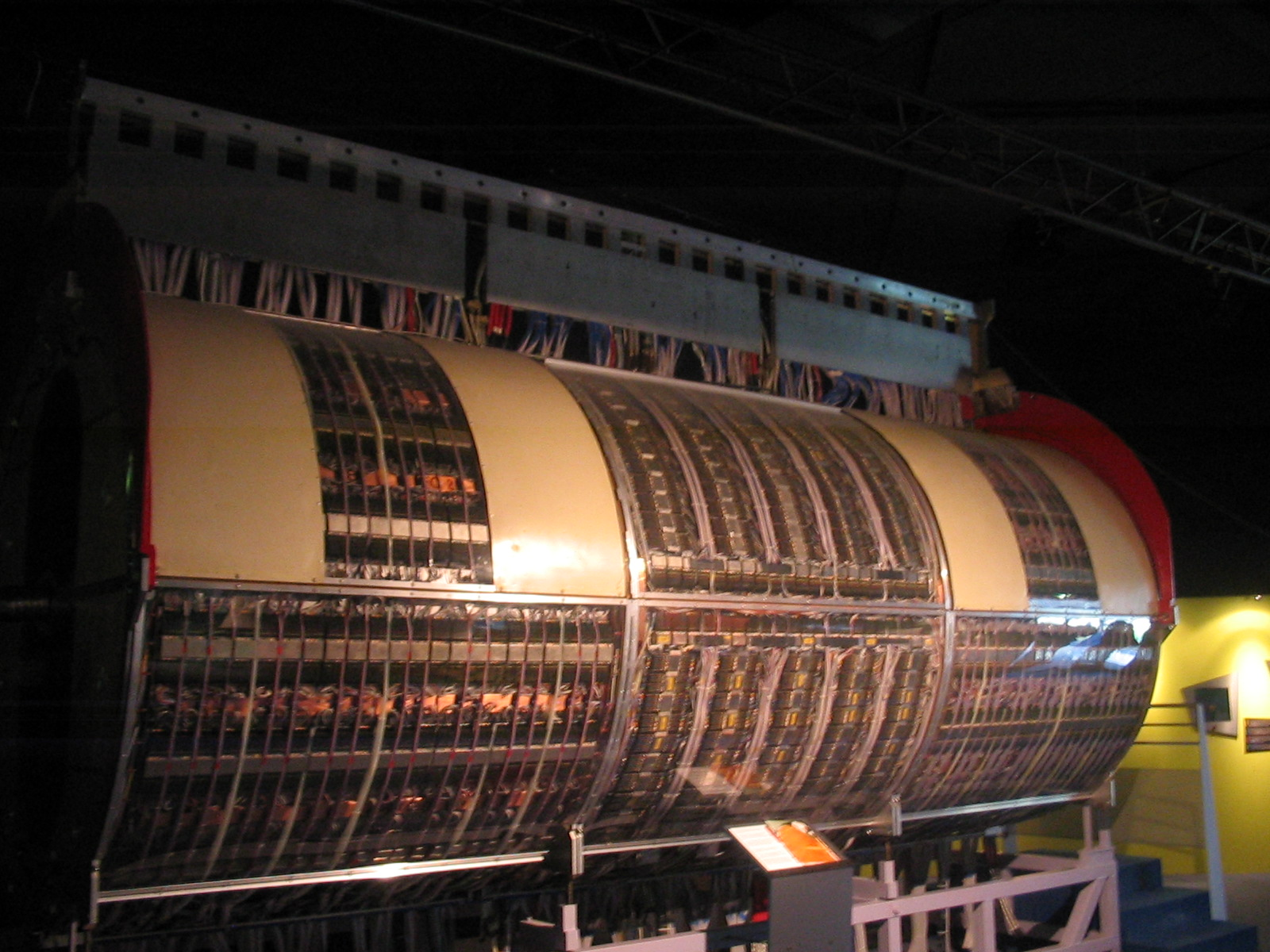
Центральная секция эксперимента (детектора) UA1 на выставке в музее Microcosm в ЦЕРНе

UA1 - эксперимент (детектор) в физике высоких энергий, который проводился в ЦЕРНе с 1981 по 1983 г. на коллайдере SPS. Открытие W и Z бозонов в ходе этого эксперимента и эксперимента UA2 в 1982 г. привело к награждению Нобелевской премией по физике Карло Руббиа и Симона ван дер Меера в 1984 г.
Также этот эксперимент считается первым экспериментом в «Подземной зоне» ЦЕРНа, то есть проходившим под землёй вне двух главных научных площадок ЦЕРНа в точке взаимодействий (активной зоне) ускорителя SPS, в то же время перестроенного в коллайдер.